# Boleslav Psjibysjevskij

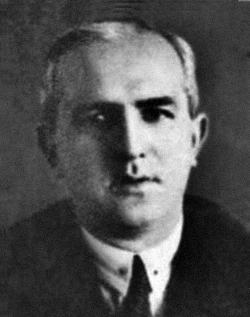
Bolesław Przybyszewski

Boleslav Stanislavovitj Psjibysjevskij (ryska: Болеслав Станиславович Пшибышевский, polska: Bolesław Przybyszewski), född 22 februari 1892 i Berlin, död 21 augusti 1937 i Moskva, var en rysk musikadministratör av polsk börd.
Psjibysjevskij var son till den polske författaren Stanisław Przybyszewski, en av företrädarna för den så kallade unga skolan i Polen och en av Strindbergs vänner. Sedan Psjibysjevskijs mor Martha Foerder begått självmord, uppfostrades han av sin farmor. Han kom att studera piano och komposition. Som tysk medborgare deporterades han av de ryska myndigheterna under första världskriget till den ryska staden Orsk, där han upplevde revolutionen och blev kommunist. Här gifte sig han med dottern till en överste i tsararmén. Efter oktoberrevolutionen anslöt han sig till bolsjevikerna och blev medlem i kommunistpartiet 1920. Han undervisade vid Moskvas Kommunistiska universitetet för västerns minoriteter till minne av Marchlewski. Psjibysjevskij var anhängare till RAPM (Föreningen för proletära musiker, en organisation som kan ses som arvtagare till Proletkult). 1929 utsågs han till direktör för Moskvakonservatoriet. Den 2 februari 1931 döptes konservatoriet om till Feliks Kohns Högre Musikskola (Feliks Kohn var en kommunistisk teoretiker). Psjibysjevskij drev en extrem vänsterlinje och införde undervisning i ekonomi och politik på bekostnad av musikundervisningen. Han förklarade också Sovjetunionen inte behövde borgerliga elitmusiker. Han ville istället utbilda det han kallade ”massmusiker”, musiker som kunde tjäna folket och revolutionen. Men när ryssarna inte vann något som helst pris i den andra Chopintävlingen i Warszawa 1932, uppmärksammade landets ledning Psjibysjevskijs sätt att leda skolan. Han tvingades avgå i oktober 1932 då konservatoriet också återfick sitt ursprungliga namn. 1933 anklagades han för påstådd homosexualitet och förvisades från december 1933 till bygget av Vitahavskanalen, där han kom att bli musikalisk ledare för anläggningens Centralteater. Han frigavs i januari 1936 för gott uppförande. Han greps igen 1 mars 1937 och dömdes 21 augusti 1937 av en militärdomstol till dödsstraff för spioneri och förberedelse till terror. Han avrättades samma dag. Psjibysjevskij rehabiliterades 1956.